# Алцехова къща
Алцеховата къща или Къща на Матарасо-Алцех „Хриматистирио“ (на гръцки: Κτήριο Αλτσέχ, Κτήριο Ματαράσσο-Αλτσέχ «Χρηματιστήριο») е историческа постройка в град Солун, Гърция.

## Местоположение
Сградата е разположена на улица „Катунис“ № 16.

## История
Построена е в 1924 година от еврейския инженер Морис Матарасо. На търг от юли 1924 година половината от парцела, на който е построена сградата е закупен от Соломон, Сабетай и Елиезер Матарасо, занаятчии, базирани дотогава на днешния площад „Елевтерия“, а останалата половина - от Давид и Исак Аарон Алцех и Яков Юда Моше, търговци на ядки. Поне до 1970 година сградата е използвана с търговска цел. Впоследствие е добавен и е добавен надпис „Фондова борса“. Към началото на XXI век тя е собственост на Банката на Пирея („Банка Пиреос“), след сливането ѝ с Банката на Македония и Тракия.
Постройката е обявена за паметник на културата в 1996 година.

## Архитектура
Заявлението за издаване на разрешение за строеж е подадено на 5 декември 1926 година. В досието за разрешение за строеж са запазени три различни варианта на сградата. Най-старият е от 25 януари 1926 година и изобразява сграда в стил ар деко, организирана в две вертикални зони, състоящи се от партер и три етажа. Хронологично следва вариантът към заявлението за разрешение за строеж, който изобразява сграда с партер и четири етажа, която морфологично се доближава до съществуващата сграда. Накрая през ноември 1926 година е представен план за изменение, изобразяващ сграда с партер и два етажа, който е изпълнен.
Днес сградата е с трети етаж, който е пристроен по-късно, като се отстъпва от оригинала, но запазвайки коронния венец на зданието.